# Diecezja Kingstown
Diecezja Kingstown (łac.: Dioecesis Regalitana, ang. Diocese of Kingstown) – katolicka diecezja na Saint Vincent i Grenadynach, Siedziba biskupa znajduje się w katedrze Wniebowzięcia Najświętszej Maryi Panny w Kingstown. Podlega metropolii Port of Spain na Trynidad i Tobago.

## Historia
- 23 października 1989 – utworzenie diecezji Kingstown

## Biskupi
- biskup diecezjalny – Gerard County.

## Główne świątynie
- Katedra Wniebowzięcia Najświętszej Maryi Panny w Kingstown